# Zygmunt Marek

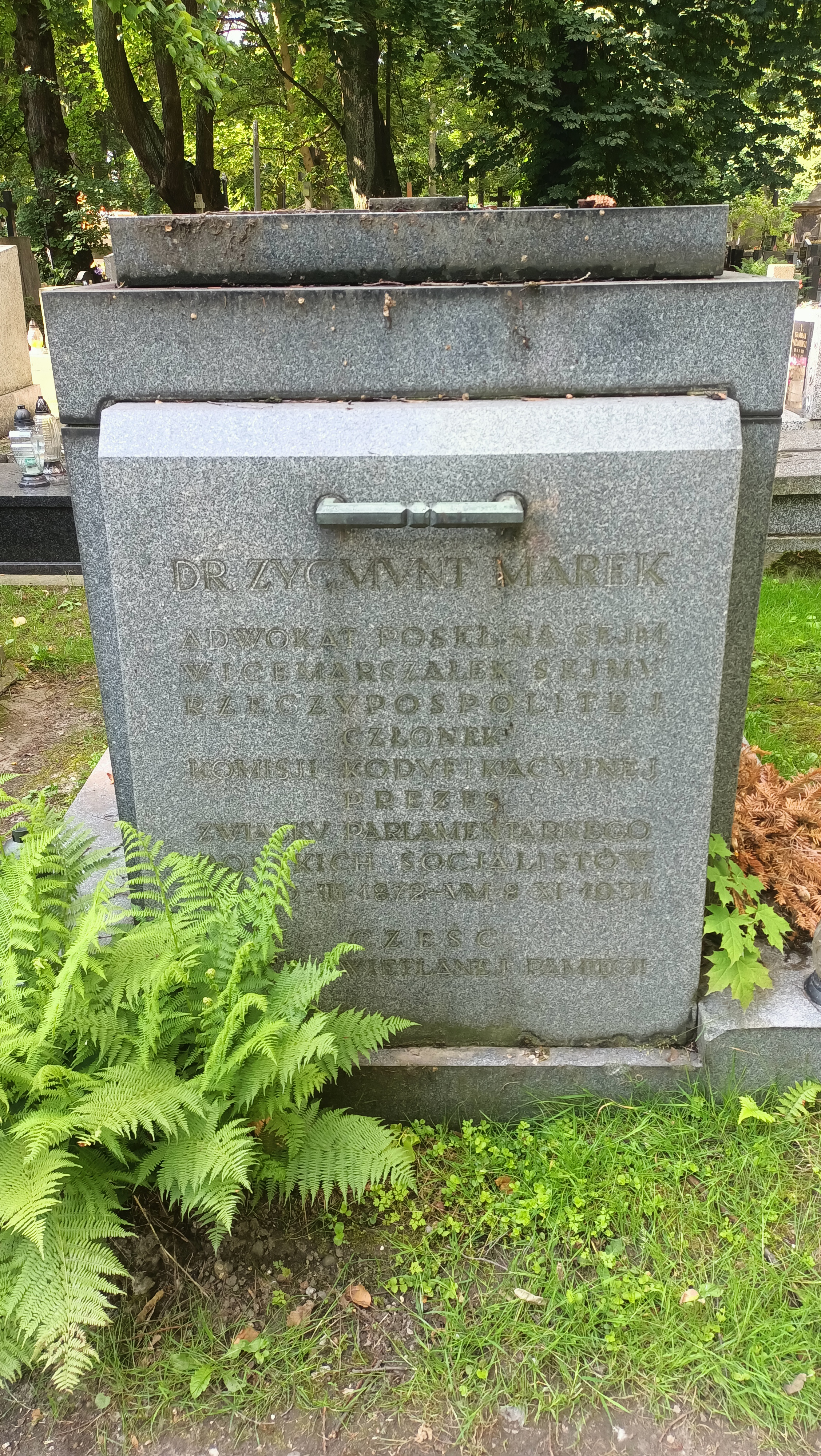
Grób Zygmunta Marka na Cmentarzu Rakowickim w Krakowie

Zygmunt Stanisław Marek (ur. 19 marca 1872 w Krakowie, zm. 8 listopada 1931 tamże) – polski polityk socjalistyczny, adwokat. Od 1911 do 1918 poseł do Izby Posłów Reichsratu Przedlitawii. W okresie II RP poseł na Sejm do 1919 do 1930, zaś w okresie 1928–1930 wicemarszałek Sejmu. Kandydat PPS na prezydenta w 1926, radny Krakowa.

## Życiorys

### Młodość
Był synem Jana (pracownika biurowego zatrudnionego u prywatnego pracodawcy, a także uczestnika powstania styczniowego) i Franciszki z domu Sokołowskiej.
W 1890 ukończył Gimnazjum św. Jacka w Krakowie, po czym studiował prawo na Uniwersytecie Jagiellońskim. Od października 1893 był prezesem Czytelni Akademickiej, organizacji studentów UJ, prowadzącej szeroko działalność odczytową. Po zorganizowaniu 6 maja 1894 wieczoru kościuszkowskiego, z wystąpieniem Ignacego Daszyńskiego, eksponującego idee Uniwersału połanieckiego, został zmuszony do dymisji oraz usunięty ze stanowiska dietariusza (urzędnika niebędącego na etacie, a pobierającego wynagrodzenie dzienne) w magistracie Krakowa. W 1895 ukończył studia, uzyskując tytuł doktora praw, i podjął pracę jako adwokat.

### W czasie zaborów
Po 1890 był zaangażowany w ruch socjalistyczny – członek Polskiej Partii Socjalno-Demokratycznej Galicji i Śląska Cieszyńskiego (PPSD). W 1897 po reformie prawa wyborczego (wprowadzającego „piątą kurię wyborczą”), uczestniczył w – zakończonej sukcesem – kampanii wyborczej Ignacego Daszyńskiego w Krakowie. Od 1897 wszedł do Komitetu Wykonawczego PPSD, pełniąc tę funkcję do 1919. Był stałym delegatem PPSD i PPS-Lewicy w Międzynarodowym Biurze Socjalistycznym II Międzynarodówki w Brukseli. Od 1900 był redaktorem odpowiedzialnym pisma PPSD „Naprzód”.
Jako adwokat występował w wielu procesach, bezinteresownie broniąc działaczy robotniczych, m.in. w 1905 wraz z Hermanem Liebermanem i Bernardem Heskim bronił robotników oskarżonych o sabotaż w szybach naftowych w Borysławiu. Z ramienia PPSD pełnił funkcję prezesa Miejskiej Kasy Chorych w Krakowie. W wyborach do austriackiej Rady Państwa w 1907 został zgłoszony jako kandydat PPSD, jednak nie uzyskał mandatu.
Od 1907 kierował oddziałem Zagranicznego Związku Pomocy dla Ofiar Politycznych z siedzibą w Krakowie, zaś od 1910 był prezesem Krakowskiego Związku Pomocy dla Więźniów Politycznych (do organizacji tej należeli m.in. Maria Koszutska, Feliks Kon, Helena Radlińska, Max Adler, Otto Bauer, zaś współpracownikiem był Tomáš Masaryk).
W czerwcu 1911, w kolejnych wyborach do austriackiej Rady Państwa, został wybrany na posła z okręgu IX (Nowy Świat-Stradom), nie uzyskał jednak mandatu w Okręgu 20 (Nowy Sącz-Stary Sącz-Nowy Targ). Mandat posła sprawował do 1918. W czasie I wojny światowej był redaktorem naczelnym „Więźnia Politycznego” i „Naprzód”. W 1914 był zastępcą Strońskiego w Departamencie Organizacyjnym sekcji zachodniej Naczelnego Komitetu Narodowego z ramienia socjalistów oraz zastępcą przewodniczącego prezydium Komitetu Obywatelskiego Polskiego Skarbu Wojskowego.

### W niepodległej Polsce
Po 1919 był członkiem Polskiej Partii Socjalistycznej. W wyborach parlamentarnych w 1919 został wybrany z listy nr 4 (PPSD) w okręgu wyborczym nr 40 (Nowy Sącz). W Sejmie Ustawodawczym był reprezentantem PPS w Konwencie Seniorów oraz inicjatorem i członkiem powołanej przez Sejm w 1919 Komisji Kodyfikacyjnej RP. Pracował również w czterech komisjach: prawniczej (której przewodniczył), administracyjnej, konstytucyjnej oraz regulaminowej i nietykalności poselskiej.
W wyborach parlamentarnych w 1922 uzyskał mandat poselski z listy nr 2 (PPS) w okręgu wyborczym nr 44 (Nowy Sącz). W Sejmie I kadencji pracował w komisjach: prawniczej (ponownie jej przewodniczył), konstytucyjnej oraz regulaminowej i nietykalności poselskiej. Od 2 lutego 1926 był przewodniczącym Związku Parlamentarnego Polskich Socjalistów – klubu socjalistycznego w Sejmie, zastępując Norberta Barlickiego.
W maju 1926 prowadził zakończoną niepowodzeniem misję utworzenia rządu. 31 maja 1926 w imieniu ZPPS wysunął kandydaturę Józefa Piłsudskiego na prezydenta RP. Gdy ten po dokonaniu wyboru odmówił, 1 czerwca 1926 Zygmunt Marek sam wystartował w wyborach, uzyskując w Zgromadzeniu Narodowym 56 głosów.
W wyborach parlamentarnych w 1928 został wybrany na posła z listy PPS, w okręgu nr 44 (Nowy Sącz) oraz z listy państwowej. Od marca 1928 do 25 stycznia 1930 był wicemarszałkiem Sejmu II kadencji z ramienia PPS. Pracował również w komisji prawniczej.
6 listopada 1928, w dyskusji nad preliminarzem budżetowym na rok 1929/30, wygłosił krytykę polityki Józefa Piłsudskiego. Zaatakowany słownie przez prezesa BBWR Walerego Sławka, 15 listopada doznał ataku apopleksji, który stał się jedną z przyczyn paraliżu. Od tej pory faktycznie nie sprawował mandatu.
Jego żoną była Ada Maria Jadwiga z domu Sarna. Miał dwoje dzieci: Tadeusza (inżyniera) i córkę Krystynę (profesor prawa międzynarodowego uniwersytetu w Genewie).
Pochowany jest na cmentarzu Rakowickim w Krakowie. W 1936 w Nowym Sączu powstała poświęcona mu tablica pamiątkowa.